# Genesis (álbum de Genesis)
Este artículo es sobre el álbum epónimo de Genesis. Para el álbum de Busta Rhymes, véase Genesis (álbum de Busta Rhymes).
Genesis es el duodécimo álbum epónimo del grupo de pop rock Genesis y es su duodécimo álbum de estudio, fue grabado y publicado en 1983. Para evitar confusión con su título, la mayoría de los seguidores del grupo se refieren a este álbum como "Shapes" ("Formas" en español) por las formas geométricas de su portada, o simplemente como "Mama", el nombre de la primera canción del álbum.
El álbum se titula Genesis a secas debido a que los tres miembros del grupo compusieron todas las canciones en forma colectiva, de la misma forma que trabajaban en el pasado, antes de la partida de Peter Gabriel de la banda y no en forma individual como en sus trabajos anteriores. Este método se repetiría en los siguientes álbumes del grupo.

## Trasfondo
Una sección escrita durante las sesiones de Genesis posteriormente terminó siendo "A Call to Arms" en Mike + The Mechanics. Collins y Banks no estaban entusiasmados con ella y votaron en contra de desarrollarla como  canción completa. Las sesiones del álbum no incluían canciones que no fueran de un álbum, las únicas desde The Lamb Lies Down on Broadway de 1974. Sin embargo, un sencillo de 12 pulgadas fue lanzado con versiones inéditas de "Mama" y "It's Gonna Get Better". Ambas canciones aparecieron en el álbum en versiones editadas.

## Recepción
En una reseña en retrospectiva, Allmusic criticó el álbum por carecer de coherencia, pero encontró impresionante la mayoría de las canciones, "balanceando esas brillantes, pulsantes melodías de pop como "That's All" con un nuevo toque para baladas dolientes." La reseña de Kerrang! determinó que para este álbum Genesis "ha cambiado complejidad técnica e ingenio en conjunto por algo más que una simplicidad paralizadora", creando "un álbum de Genesis para gente que normalmente odia a Genesis" y "gran música para las masas".

## Listado de canciones
| Pista | Título inglés          | Título español             | Letras por      | Duración |
| ----- | ---------------------- | -------------------------- | --------------- | -------- |
| 1.    | Mama                   | Mamá                       | Phil Collins    | 6:50     |
| 2.    | That's All             | Eso es todo                | Phil Collins    | 4:27     |
| 3.    | Home by the Sea        | Hogar junto al mar         | Tony Banks      | 5:07     |
| 4.    | Second Home by the Sea | Segundo hogar junto al mar | Tony Banks      | 6:08     |
| 5.    | Illegal Alien          | Extranjero ilegal          | Phil Collins    | 5:16     |
| 6.    | Taking It All Too Hard | Exagerándolo todo          | Mike Rutherford | 4:01     |
| 7.    | Just a Job to Do       | Sólo un trabajo a hacer    | Mike Rutherford | 4:50     |
| 8.    | Silver Rainbow         | Arcoíris de plata          | Tony Banks      | 4:31     |
| 9.    | It's Gonna Get Better  | Todo mejorará              | Phil Collins    | 5:15     |

- Todas las canciones compuestas e interpretadas por Tony Banks, Phil Collins y Mike Rutherford.
- En las ediciones originales en LP y casete el primer lado corresponde a las canciones 1-4, mientras que el segundo corresponde a las canciones 5-9.
- Las versiones de "Mama" y "It's Gonna Get Better" que aquí se encuentran están acortadas. Las versiones completas fueron lanzadas en diferentes singles del grupo.

## Trivia
- Las formas geométricas que se ven en la fotografía de la portada del álbum son bloques de plásticos del juego "Shape-O" creado por Tupperware.

- En la entrevista que se le realizara a la banda para la edición en SACD del álbum en 2007, tanto Tony Banks como Mike Rutherford dicen que esta es la peor portada para un álbum de Genesis, en toda la carrera del grupo.

- La fotografía del grupo que aparece en el interior del álbum, es una foto tomada del video promocional de la canción "Illegal Alien".

- "Just a Job to Do" fue la canción principal de la serie televisiva "The Insiders", transmitida por la cadena ABC en 1985.

- Mike Rutherford ha dicho en numerosas entrevistas que en el primer lado del álbum (el cual incluye las canciones desde "Mama" hasta "Second Home By The Sea" inclusive) se encuentra parte de la mejor música que Genesis haya grabado en toda su carrera.

## Formación
- Phil Collins: voz principal y coros, batería híbrida
- Tony Banks: sintetizadores, piano eléctrico y sampler
- Mike Rutherford: guitarra eléctrica, bajo, caja de ritmos (Linn LM 1) y coros